# Стара базилика Светог Петра
Стара базилика Светог Петра се односи на различита црквена здања која су стајала од 4. до 16. века на месту где се данас налази Базилика Светог Петра у Ватикану. Изградња базилике, подигнуте на историјском месту Нероновог циркуса, почела је за време владавине римског цара Константина I. Назив „стара базилика Светог Петра“ користи се да би се разликовале две зграде.

## Историја
Изградња је почела по наредби римског цара Константина I између 318. и 322. године, након његовог преласка у хришћанство и трајала је око 40 година. Током наредних дванаест векова, црква је постепено добијала на значају, на крају је постала главно место ходочашћа у Риму.
У базилици су одржавана папска крунисања, а 800. године Карло Велики је тамо крунисан за цара Каролиншког царства. Сарацени су 846. године опљачкали и оштетили базилику. Чини се да су пљачкаши знали за изванредно благо Рима. Неке свете и импресивне базилике, као што је базилика Светог Петра, биле су изван Аурелијановог зида и стога лаке мете. Биле су „испуњене богатим литургијским посудама и реликвијарима украшеним драгуљима у којима су се налазиле све мошти које су недавно сакупљене“. Као резултат тога, јуришници су уништили гроб Светог Петра и опљачкали светињу. Као одговор папа Лав IV саградио је Леонински зид и обновио оштећене делове цркве Светог Петра.
До 15. века црква је пропадала. Разговори о поправци делова грађевине почели су по повратку папе из Авињона. Двојица људи који су учествовали у овој реконструкцији били су Леон Батиста Алберти и Бернардо Роселино, који су побољшали апсиду и делимично додали вишеспратну бенедикцијску лођу на фасаду атријума, на којој је градња повремено настављена све док није почела изградња нове базилике. Алберти је прогласио базилику структурном одвратношћу:
Приметио сам у базилици Светог Петра у Риму једну грубу црту: изузетно дугачак и висок зид изграђен је преко непрекидног низа отвора, без кривина које би му дале снагу, и без потпора које би му дале подршку... Цео део зида је пробушен са превише отвора и изграђен превисоко... Као резултат тога, стална сила ветра је већ померила зид више од 6 стопа од вертикале; не сумњам да ће га на крају неки... мали покрет натерати да се сруши...
Папа Јулије II је у почетку имао намере да сачува стару зграду, али се његова пажња убрзо окренула ка њеном рушењу и изградњи нове структуре. Многи људи тог времена били шокирани предлогом, јер је зграда представљала папски континуитет који сеже до Светог Петра. Првобитни олтар је требало да буде сачуван у новој грађевини у којој је био смештен. Црква је срушена 1505. године, а градња нове је почела следеће године.

## Изглед
Дизајн је био типичан облик базилике са планом и висином који подсећају на римске базилике и сале за аудијенцију, као што су базилика Улпиа на Трајановом форуму и Константинова сопствена Аула Палатина у Триру, а не на дизајн грчко-римског храма. Дизајн је можда изведен из описа Соломоновог храма у 1. Краљевима 6. 1. Краљеви 6 је шесто поглавље Књига о краљевима у хебрејској Библији или Прва књига о краљевима у Старом завету хришћанске Библије.
Константин је уложио велике напоре да сагради базилику на месту за које су он и папа Силвестер I веровали да је гроб Светог Петра, а који је био обележен најмање од другог века. Ово је утицало на изглед зграде, која је подигнута на косом Ватиканском брду, на западној обали реке Тибар. Наиме, пошто је локалитет био ван граница античког града, апсида са олтаром се налазила на западу. Спољашњост, за разлику од ранијих паганских храмова, није била раскошно украшена.
Црква је истовремено могла да прими од 3.000 до 4.000 верника. Састојала се од пет бродова, широког централног брода и два мања брода са сваке стране, од којих је сваки био подељен са 21 мермерним стубом, преузетим из ранијих паганских грађевина. Била је преко 110 м дужине, саграђена у облику латинског крста, имала је кров на две воде који је са унутрашње стране био дрвени и који је био на висини од преко 30 м у центру. У 6. веку, на улазу је дограђен атријум — познат као „Рајски врт“ и имао је петоро врата, која су водила у унутрашњост цркве.
Олтар Старе базилике Светог Петра користио је неколико соломонских, спирално уврнутих, стубова. По предању, Константин је узео ове стубове из Соломоновог храма и дао их цркви; међутим, стубови су вероватно били из цркви источног хришћанства. Када је Ђовани Лоренцо Бернини направио балдахин да покрије нови олтар Светог Петра, користио је  уврнути дизајн старих стубова. Осам првобитних стубова премештено је уз стубове нове базилике Светог Петра.

### Мозаици
Велики мозаик Navicella (1305–1313) у атријуму приписује се Ђоту ди Бондонеу. Овај џиновски мозаик, који је наручио кардинал Јакопо Стефанески, заузимао је цео зид изнад улазне аркаде окренуте ка дворишту. Представљао је Светог Петра како хода по води. Ово изванредно дело је углавном уништено приликом изградње нове цркве у 16. веку, али су фрагменти сачувани. Navicella значи "мали брод" и односи се на велики чамац који је доминирао сценом и чије се једро - испуњено олујним ветровима - надвило изнад хоризонта. Оваква природна представа морског пејзажа била је позната само из античких уметничких дела.
Наос се завршавао сводом на коме је био мозаик Константина и Светог Петра, који су Христу презентовали модел цркве. На зидовима, од којих сваки има по 11 прозора, биле су фреске разних људи и сцене из Старог и Новог завета. Према комбинованим изјавама Гибертија и Вазарија, Ђото је насликао пет фресака Христовог живота и разне друге панеле, од којих је Вазари рекао да су „или уништени или однети са старе структуре Светог Петра током подизања нових зидова."

Фрагмент мозаика из 8. века, Богојављење, један је од веома ретких преосталих делова средњовековне декорације Старе базилике Светог Петра. Драгоцени фрагмент се чува у сакристији мале цркве Санта Марија у Космедину, у Риму. Показује висок уметнички квалитет уништених мозаика. Још једна, стојећа мадона, налази се на бочном олтару у базилици Сан Марко у Фиренци.
- Мозаик Navicella – фрагмент у граду Бовила Ерника
- Мозаик Navicella – фрагмент у Ватикану
- Мозаик поклоњења мудраца, данас у Санта Марији у Космедину
- Mater misericordiae, данас у Сан Марку у Фиренци
- Мозаик, данас у Музеју Барако
- Два пара оригиналних соломонских стубова сада подржавају закривљене педименте да формирају trompe l'oeil пронаоса на стубовима Светог Петра
- Соломонски стуб

## Гробнице
Од распећа и сахране Светог Петра 64. године нове ере, сматрало се да је то место где се налазио гроб Светог Петра. Са својим све већим престижем, црква је постала богато украшена статуама, намештајем и сложеним лустерима, а бочне гробнице и олтари су непрестано додавани.
Структура је била испуњена гробницама и телима светаца и папа. Кости су налажене током изградњи све до фебруара 1544. године.
Већина ових гробница је уништена током рушења Старе базилике Светог Петра у 16. и 17. веку (осим оне која је уништена током Сараценске пљачке цркве 846. године). Остатак је пренет, углавном само саркофази или ковчези и њихов садржај, у савремену базилику Светог Петра, која се налази на месту првобитне базилике, и неколико других римских цркава.
Једине папске гробнице које су преживеле рушење и биле правилно реконструисане у садашњој цркви Светог Петра су две из 1490-их које је урадио Антонио дел Полајуоло, папе Иноћентија VIII и папе Сикста IV. То су била добро цењена и иновативна дела, са бронзаним ликовима великог фирентинског вајара.
Обнова цркве Светог Петра је одговорна за уништење отприлике половине свих папских гробница. Као резултат тога, Донато Браманте, главни архитекта модерне базилике Светог Петра, остао је упамћен као Maestro Ruinante.

## Стефанески триптих
Стефанески олтар је триптих италијанског средњовековног сликара Ђота, који је наручио кардинал Ђакомо Гаетани Стефанески да служи као олтарна слика за један од олтара Старе базилике Светог Петра у Риму.
То је редак пример у Ђотовом раду документоване наруџбе и укључује Ђотов потпис, иако је датум, као и већина датума за Ђота, споран, а многи научници сматрају да је уметникова радионица одговорна за његову израду. Дуго се сматрало да је направљен за главни олтар цркве; новија истраживања сугеришу да је постављен на „канонов олтар“, који се налазио у наосу, одмах лево од огромног лучног отвора у трансепту. Сада се налази у Ватиканској пинакотеци у Риму.